# Захарово (Сокольский район)
Захарово — деревня в Сокольском районе Вологодской области.
Входит в состав Архангельского сельского поселения, с точки зрения административно-территориального деления — в Архангельский сельсовет.
Расстояние по автодороге до районного центра Сокола — 23 км, до центра муниципального образования Архангельского — 8 км. Ближайшие населённые пункты — Прокопово, Ивково, Василево, Кузнецово, Сидорково, Исаково.
По переписи 2002 года население — 3 человека.